# س
La sīn (en árabe ﺳﻴﻦ, sīn [siːn]) es la duodécima letra del alfabeto árabe. Representa un sonido silbante, alveolar, predorsal y sordo, /s/. En la numeración abyad tiene generalmente el valor de 60, aunque en el Magreb suele tener el de 300.

## Transliteración
Suele ser transliterada como s de forma universal. Por ejemplo se translitera  «siyar», (en árabe سيجار), que significa cigarro.

## Historia
La sīn no deriva del semk fenicio, sino de la šīn, pero tiene el mismo valor fonético y, en general, el mismo valor numérico en la numeración magrebí.

#### La relación de sīn/ṣād
Samekh no tiene descendientes sobrevivientes en el alfabeto árabe, por lo que fue reemplazado por ص Ṣād (en última instancia de Ṣādē 𐤑) o س Sīn (en última instancia de Šīn 𐤔).
En la secuencia magrebí abjad (que aparece referenciada en escritos más antiguas y considerada más antigua):
- ص Ṣād sustituye a Samekh en la posición 15 y toma el valor numérico 60;
  - ض Ḍād, variante de ص ṣād, está en la posición 18 con valor 90;
- س Sīn sigue en su posición original (la 21.ª) y mantiene el valor de 300.

Por el contrario en el abyad mashriqí:
- س Sīn sustituye a Samekh en posición 15 y toma el valor 60;
  - ش Shīn, variante de س sīn, está en posición 21 con valor de 300;
- ص Sād sigue en su posición original (la 18.ª) y mantiene el valor 90.

Es de notar que el alfabeto nabateo, que es el predecesor inmediato del alfabeto árabe, sí contiene la letra simkath .